# Goopy Geer
Goopy Geer est un personnage des séries de dessins animés Looney Tunes et Merrie Melodies, créé en 1932 par Rudolf Ising pour Warner Bros.. C'est un chien anthropomorphe de couleur pâle dans la série, mais noire dans un remake pour la série Les Tiny Toons.

## Histoire
Goopy Geer est un chien anthropomorphe avec des longues oreilles qui bougent de façon expressive. Il est de couleur blanchâtre, bien que dans une version promotionnelle, il est noir avec le visage blanc. Un mois après que le premier cartoon avec ce personnage a été réalisé et sorti, Walt Disney fait connaître le cartoon Mickey's Revue, avec un personnage nommé Dippy Dawg (puis Goofy, Dingo, en français), dont l'apparence générale est assez proche de Goopy. Mais comme Goofy fait très rapidement suite à Goopy, il y a peu de chance que ce dernier soit une copie de l'autre.
Le personnage de l'animateur Goopy Geer a été la dernière tentative de Rudolf Ising de promouvoir un personnage récurrent dans la série Merrie Melodies. Comme la plupart des personnages créés au début de l'ère des films parlants, Goopy Geer a peu de caractéristiques propres et de personnalité. En partie comédien, chanteur, danseur, il chante et danse en rythme tout au long de la musique dans le dessin animé. Ising n'a utilisé le personnage que dans trois cartoons. Dans le premier, Goopy Geer, sorti le 16 avril 1932, il joue le rôle d'un pianiste populaire dans un night-club. 
Les deux autres films sortent en 1932. Ising met en scène le chien comme pauvre fermier dans Moonlight for Two (11 juin 1932), et en bouffon de la reine dans The Queen Was in the Parlor (9 juillet 1932). Tous ces épisodes font participer aussi la petite amie (non nommée) de Goopy, qui a débuté sans lui dans un précédent cartoon Merrie Melodie : Freddy the Freshman (20 février 1932). Goopy Geer fait une courte apparition dans le dessin animé avec Bosko : Bosko in Dutch (14 janvier 1933), mais après que Ising a quitté la Warner Bros la même année, Goopy et les autres personnages principaux de Merrie Melodie ont été supprimés, pour être remplacés par des nouveaux comme Sniffles la souris,   Inki le chasseur, Mynah Bird, les Curious Puppies, et, en deux occasions, Porky Pig, personnage qui deviendra très important durant l'ère des films en noir et blanc. Une grande part des dessins animés reste cependant faite de courts-métrages de très bonne qualité jusqu'en 1943 où les deux séries, Looney Tunes et Merrie Melodies, se confondent.

## Apparition dans la sérieLes Tiny Toons
Goopy Geer tient un petit rôle dans la série de 1990 Les Tiny Toons dans l'épisode Two-Tone Town, où Robert Morse lui prête sa voix. Goopy y reprend sa performance de pianiste insouciant dans son premier dessin animé. Il rencontre Babs  et Buster Bunny quand ces derniers visitent la partie en « noir et blanc » de la ville. Son apparence est légèrement modernisée et semble tirée des premières versions de dessins promotionnels où sa fourrure est noire.

## Filmographie
- Goopy Geer (16 avril 1932)
- Moonlight for Two (11 juin 1932)
- The Queen Was in the Parlor (9 juillet 1932)
- Bosko in Dutch (14 janvier 1933)
- épisode Two-Tone Town de la série Les Tiny Toons (années 1990)